# Vojtěch Lanna starší
Vojtěch Lanna starší (23. dubna 1805, České Budějovice – 15. ledna 1866, Praha), pokřtěný jako Adalbert Joseph Lanna, byl český loďmistr, obchodník, průmyslník a stavitel. Pocházel z rodu Lannů, který na začátku 18. století přesídlil do Českých Budějovic z Horního Rakouska. Po úspěších v povltavském obchodu se solí a dřevem rozšířil Vojtěch Lanna starší své podnikání do dalších oblastí jako jsou stavitelství, těžba uhlí, zpracování železa nebo pivovarnictví. Kromě rodných Českých Budějovic se významně podílel na hospodářském rozvoji Týna nad Vltavou, Kladna a Prahy.

## Život

### Dětství a dospívání

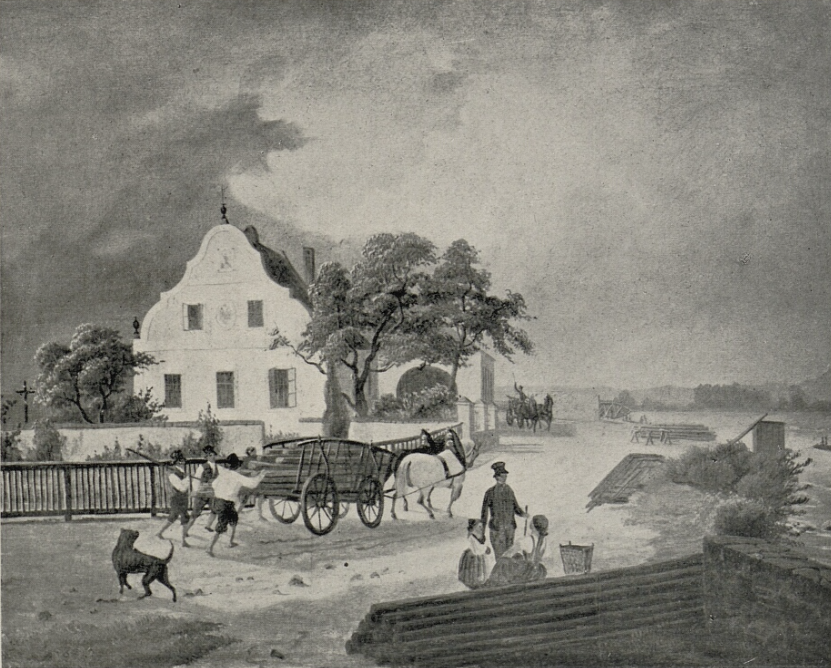
Rodný dům Lannů ve čtyřdvorecké loděnici, nedatovaná olejomalba Jana Václava Kautského

Vojtěch Lanna starší se narodil roku 1805 v domě číslo 3 ve čtyřdvorecké loděnici u Českých Budějovic. Byl druhým dítětem loďmistra Tadeáše Lanny a Terezie, rozené Masákové. Stejně jako jeho starší bratr Jan a mladší bratr Ferdinand navštěvoval Vojtěch po hlavní škole českobudějovické gymnázium. Jan odešel v roce 1818 do Prahy studovat práva a šestnáctiletý Vojtěch Lanna starší ho dva roky poté následoval. Na rozdíl od svých bratrů si ke studiu vybral stavovský polytechnický ústav a projevoval zájem především o mechaniku a strojnictví. Po neshodách s ředitelem ústavu Františkem Josefem Gerstnerem byl ovšem z kázeňských důvodů vyloučen. Vrátil se tedy zpět domů a pracoval jako člen posádky na lodích plavících sůl z Budějovic do Týna nad Vltavou. Také byl otcem postupně zaučován do stavitelství lodí, vybíral v lesích příhodné stromy a řídil jejich zpracování. V roce 1825 složil vrátenskou zkoušku opravňující k řízení plaveb po řece. Téhož roku se poprvé vydal s vlastním nákladem po Vltavě a Labi až do Hamburku. Starší bratr Jan začal po studiích pracovat na Hluboké nad Vltavou jako právník pro Schwarzenbergy. V roce 1828 zemřel jejich otec Tadeáš Lanna a rodinný podnik zdědil právě Vojtěch Lanna starší spolu se starostí o zabezpečení své matky a čtyř mladších sourozenců.

### Třicátá léta

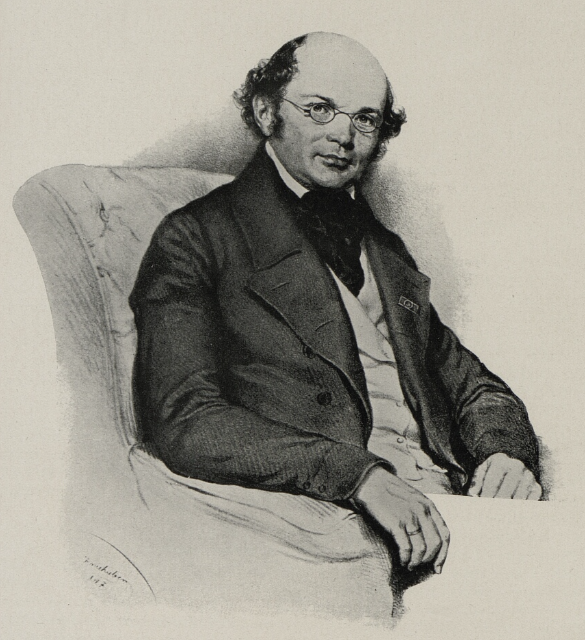
Vojtěch Lanna starší, kvaš Josefa Kriehubera z roku 1847

Kromě soli začal Vojtěch Lanna starší plavit také stavební dřevo a grafit z Českokrumlovska. Na začátku třicátých let byla plně dokončena koněspřežka mezi Českými Budějovicemi a Lincem. Vojtěch Lanna starší si na několik let pronajal celý její provoz, což mu velmi pomohlo při dovozu soli z rakouských solných dolů. Kromě nákladní dopravy sloužila koněspřežka ale také k dopravě osobní, cesta koněspřežkou z Českých Budějovic do Lince trvala celý den, a Vojtěch Lanna proto vybudoval v hlavní mezistanici v Kerschbaumu velký hostinec. Přes počáteční odpor budějovických měšťanů a obchodníků prosadil u českého gubernia také prodloužení severního konce koněspřežky z lineckého předměstí Českých Budějovic přes centrum města až k domu U Zelené ratolesti, který zdědil po svém otci. Dům U Zelené ratolesti poté využíval jako klíčové překladiště zboží z koněspřežné dráhy na vltavskolabskou lodní cestu.
V červnu 1832 zemřela Vojtěchova matka, půl roku nato slavila rodina Lannů dvojí svatbu. Vojtěchova sestra Terezie Lannová mladší se provdala za právníka Tomáše Mikosche a Vojtěch Lanna starší se dva dny poté oženil s Filipínou Peithnerovou z Lichtenfelsu. Po roce a půl manželství ale Filipína náhle zemřela na vnitřní krvácení. Vojtěch se půl roku poté oženil s její mladší sestrou Josefínou.
Už zkraje 30. let získal Vojtěch Lanna starší do nájmu všechny vodní stavby na Vltavě mezi Budějovicemi a Prahou, odpovídal za jejich výstavbu a údržbu. V roce 1833 byla přijata Lannova nabídka na podobný nájem staveb na úseku Vltavy a Labe od Prahy až na hranice se Saskem, kde nahradil předchozího nájemníka Heřmana Martinovse. Zkoušel dokonce podat návrh k císaři Františku I., že by na vlastní náklad splavnil dosud nesplavný úsek horní Vltavy mezi Vyšším Brodem a Budějovicemi výměnou za patnáctiletý monopol na říční dopravu po daném úseku, ale jeho návrh byl zamítnut.

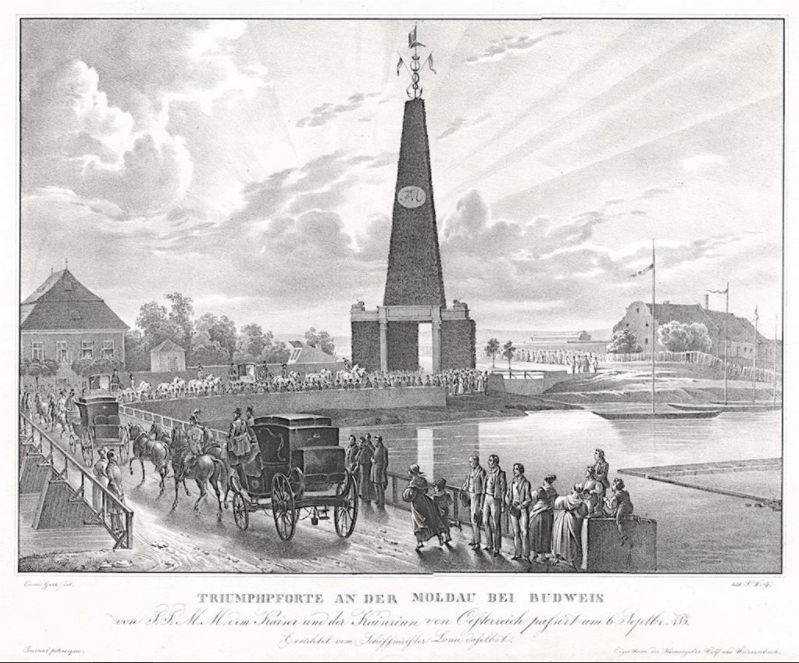
Slavobrána u Lannovy loděnice v Českých Budějovicích, 1835

Vojtěch Lanna starší si byl také vědom důležitosti politické přízně. V roce 1835 se na jeho pozvání účastnili každoroční říční kontrolní projížďky také český nejvyšší purkrabí Karel Chotek a c. k. dvorský inženýr Hermenegild Francesconi, který prováděl regulační práce na Dunaji. Tato projížďka měla Lannovi pomoci demonstrovat nezbytnost a účelnost prováděných a plánovaných stavebních úprav. V témže roce využil příležitost návštěvy Českých Budějovic císařem Františkem I. na jeho cestě do Teplic. K jeho poctě nechal přímo u své loděnice postavit monumentální slavobránu s 66metrovým obeliskem a zorganizoval zástup plavců provolávajících slávu císařskému páru. Vzhled této efemérní architektury se dochoval díky soudobé litografii F. Wolfa. Tento nákladný počin jistě přispěl k tomu, že Vojtěch Lanna starší patřil k šesti českobudějovickým měšťanům, kterým František I. udělil vyznamenání.
V květnu roku 1836 se manželům Lannovým narodilo v jejich domě u loděnice první dítě – syn Vojtěch Lanna mladší. Celá rodina bohatla, hodnota všeho zboží, které putovalo z Budějovic dále po Vltavě, se mezi lety 1832 a 1838 ztrojnásobila a velká část zisků šla právě Lannům.

### Čtyřicátá léta

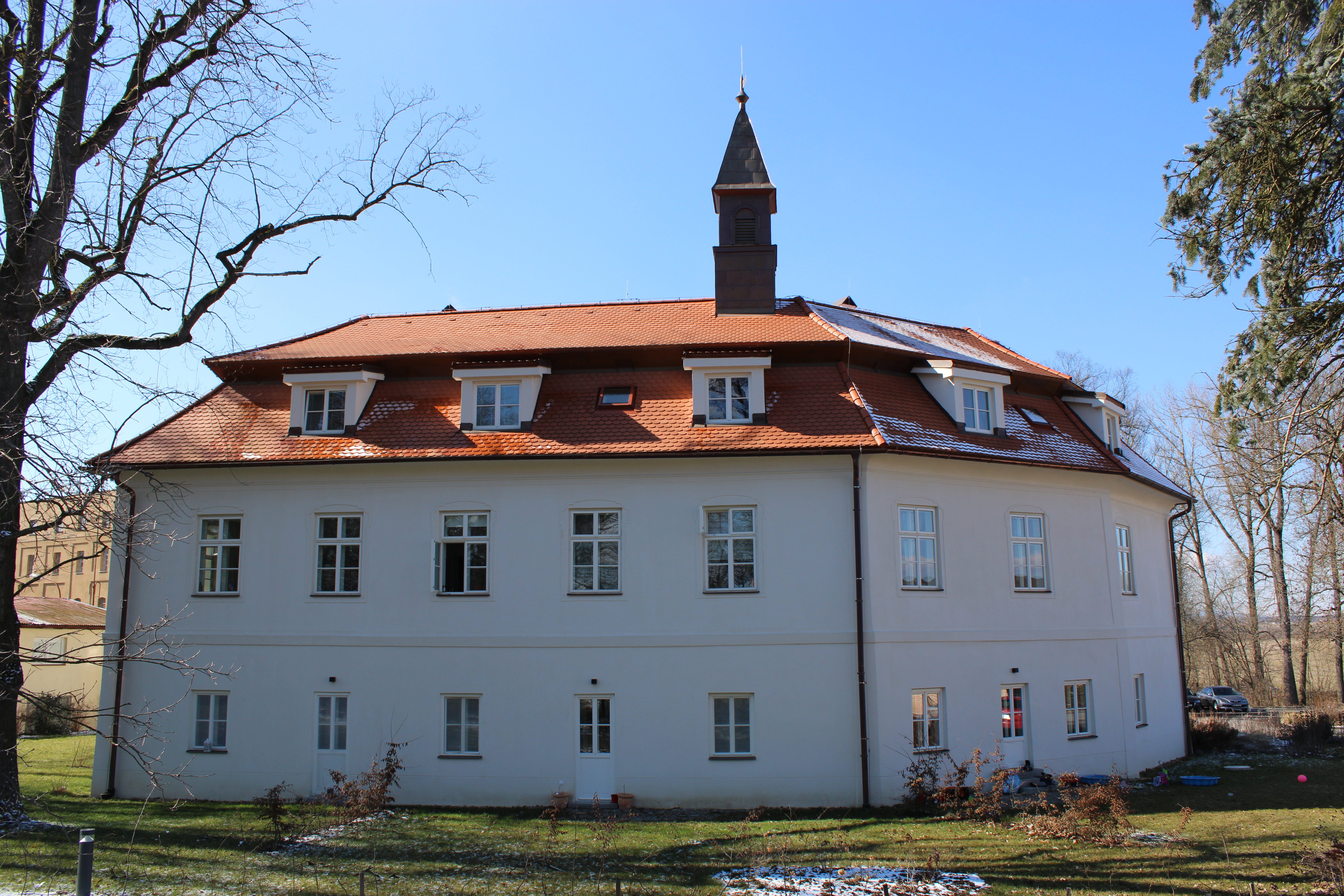
Zámek Poříčí z východu

V listopadu roku 1840 zakoupil Vojtěch Lanna starší od krumlovského papírníka Františka Josefa Pachnera zámek Poříčí s přilehlým panstvím a vesnice Včelnou a Vrcov. Ve svém novém poříčském sídle přestavěl tamější pivovar, aby mohl vařit pivo nově se rozšiřující metodou spodního kvašení. V okolí zámku pak založil romantický anglický park.

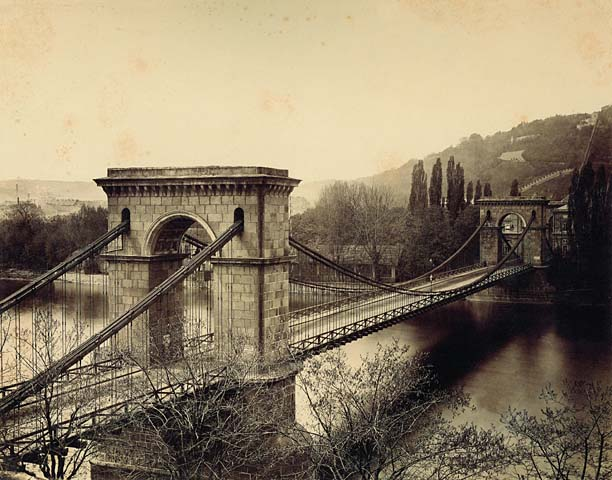
Most císaře Františka v Praze na fotografii z roku 1885

V témže roce započala stavba řetězového mostu císaře Františka v Praze. Lannova firma dodávala veškerý materiál. Ze Šumavy plavila dřevo, z železáren v Chlumu u Třeboně dovážela železo, stavební kamen plavila z Těchnic (dnes na dně Orlíku), kde za tím účelem Lanna založil nový kamenolom. V době svého dokončení v roce 1841 šlo o teprve druhý pražský most přes Vltavu. Současně stavěla Lannova firma také první pražské kamenné nábřeží, dnes zvané Smetanovo. Tyto stavby z počátku čtyřicátých let předznamenaly další rozšíření Lannových podnikatelských zájmů. Podílel se na stavbě prvního českého parníku, který v roce 1841 vyplul na Labi. Od roku 1844 začal upravovat říční koryta Nežárky a Lužnice. Rok poté získal zakázku na výstavbu prvního pražského nádraží a s bratry Kleinovými se podílel na části stavby železnice mezi Prahou a Olomoucí.
Od roku 1843 byl až do smrti dopisujícím členem c. k. vlastenecko-hospodářské společnosti. Roku 1847 nabídl opatřit dodávky sádrovce ze Solné Komory v Dolních Rakousích.

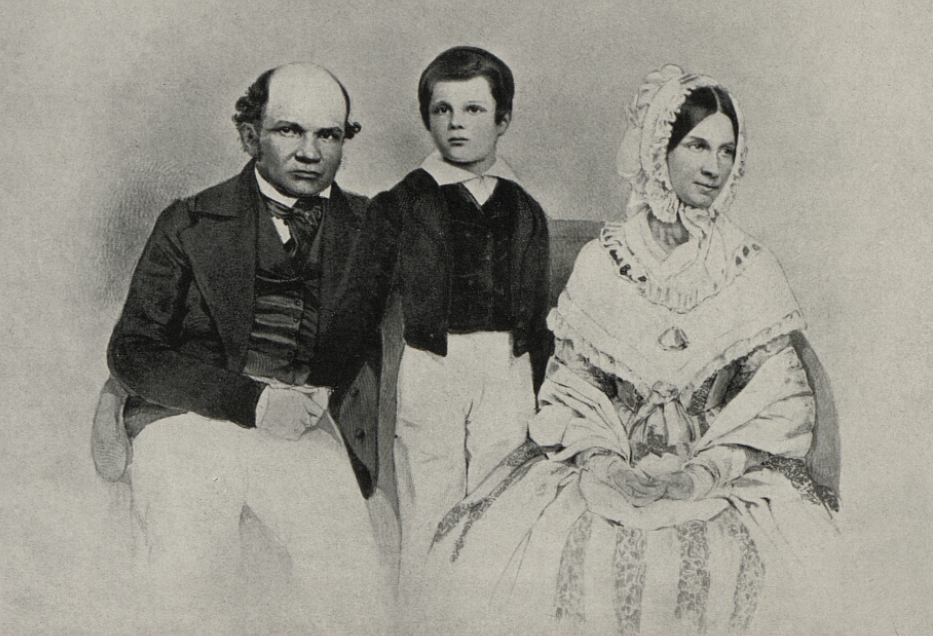
Vojtěch Lanna starší se synem Vojtěchem a manželkou Josefínou, kvaš Josefa Kriehubera z roku 1847

V roce 1847 začal se splavňováním Blanice a také se stavbou řetězového štěpánského mostu přes Vltavu poblíž Podolí. Dokončením tohoto mostu došlo k silničnímu propojení Písku a Tábora. Slavnostnímu položení základního kamene tohoto mostu byl přítomen i dosluhující český místodržící arcivévoda Štěpán Habsbursko-Lotrinský, po kterém byl most pojmenován. V tomtéž roce se Vojtěch Lanna starší zapojil do těžby uhlí na Kladensku, když s Václavem Novotným založil těžební společnost, do které se poté přidali ještě bratři Kleinové. V Litvínovicích u Českých Budějovic přestavěl budovu staré soukenické valchy na velkou pilu s parketárnou.
V roce 1848 byl zvolen hejtmanem českobudějovické národní gardy, která vznikla spolu s dalšími gardami po březnovém Svatováclavském sjezdu. V témže roce se Lannům narodila dcera, kterou pojmenovali Filipína po její předčasně zesnulé tetě. Zrušení poddanství, které bylo jedním z trvalých důsledků proběhlých revolucí, zasáhlo finančně i Lannu, který přišel o poddané na svých jihočeských panstvích.

### Padesátá léta

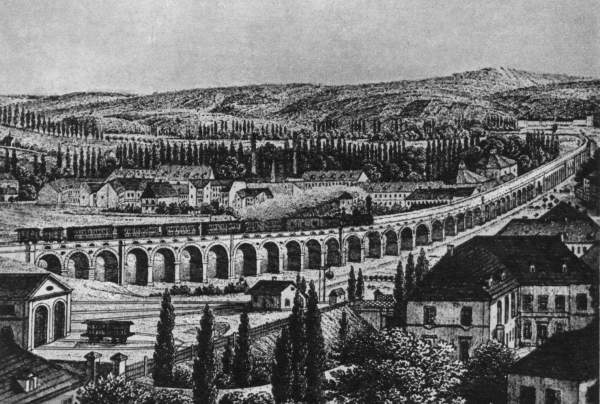
Karlínský viadukt, lept z roku 1854

V létě roku 1850 byl zprovozněn další důležitý pražský most, na jehož stavbě se podílela Lannova firma – Karlínský viadukt. Tento více než kilometr dlouhý most byl pak dalších šedesát let nejdelším mostem Evropy. V roce 1850 vyšel také zákon zřizující v celé monarchii Obchodní a průmyslové komory a Vojtěch Lanna starší se stal prvním presidentem té českobudějovické. Rok nato byl českobudějovickou Obchodní a průmyslovou komorou vyslán na vídeňský celní kongres, kde úspěšně lobboval za zrušení plavebních poplatků a cel.
V roce 1851 také navštívil první Světovou výstavu v Londýně a cestu využil i k poznání provozů v uhelno-železářských oblastech Anglie, Belgie a Porýní. Po svém návratu přiměl českobudějovickou Obchodní a průmyslovou komoru k uspořádání krajské výstavy, kde mezi vystavovanými díly návštěvníky nejvíce zaujaly řezbářské práce Jana Ptáka, který se tou dobou podílel na probíhající rozsáhlé stavbě nového zámku v Hluboké nad Vltavou. Na stavbu hlubockého zámku směřovala také významná část produkce litvínovické pily a parketárny, které Lanna dále rozšířil. V roce 1852 se také stal jedním se spoluzakladatelů nové akciové společnosti C. k. privilegovaná pražská továrna na porcelán a zboží hliněné, která převzala porcelánku na Smíchově a stal se také spoluautorem neúspěšného projektu máčírny a sušárny lnu v Želnavě na Šumavě, která byla po jedenácti letech provozu ve ztrátě zrušena.

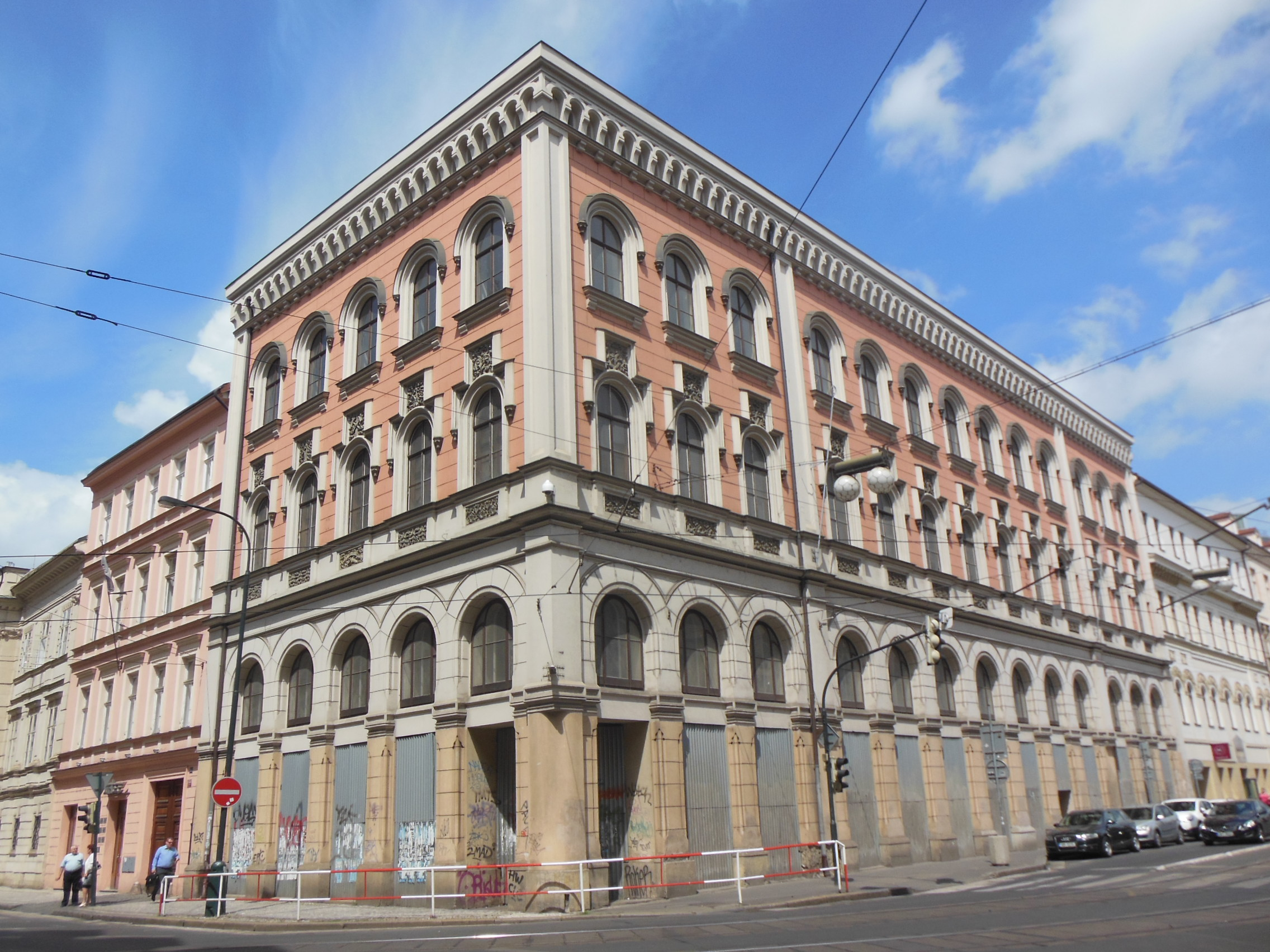
Lannův palác na Novém Městě pražském

Jeho hlavním cílem tehdy ovšem bylo uplatnit své zahraniční know-how a založit v Kladně velký slévárenský závod. V roce 1853 proto založil společnost Buštěhradské dráhy, která během dalších dvou let propojila Kladno železnicí s Kralupy nad Vltavou, což umožnilo lepší dopravu uhlí a železa nejen do Prahy, ale i export po řece do Saska a Pruska. Zároveň započal ve své kladenské slévárně stavbu vysoké pece, kterou propojil železnicí s Nučicemi, kde byla nedlouho předtím objevena nová ložiska železné rudy. Do svého podniku přizval kromě svých partnerů z uhelného podniku ještě cukrovarníka Florentina Roberta a průmyslníka Hermanna Dietricha Lindheima a v roce 1857 tak vznikla Pražská železářská společnost.
S vidinou brzké výstavby Západní dráhy a v očekávání snadného odbytu začala Pražská železářská společnost masivně investovat do rozšiřování své slévárny. Počet vysokých pecí se zvýšil na šest, byla vybudována nová koksovna a parou poháněná dmychadla. Aby měl nad celým podnikem lepší dohled, rozhodl se Vojtěch Lanna starší přestěhovat i s rodinou do Prahy, kde si na Novém Městě během dvou let nechal postavit Janem Ripotou palác podle návrhu Josefa Ondřeje Krannera. Palác byl postaven přímo u Pražského státního nádraží, které Lanna pomáhal třináct let předtím stavět. Kvůli stěhování také prodal svůj poslední jihočeský statek ve Vrcově. Zámek v Poříčí s okolními pozemky prodal už o pět let dříve pro získání financí k výstavbě kladenské slévárny.
Hospodářské výsledky Pražské železárenské společnosti ale zaostávaly za očekáváním, výstavba Západní dráhy byla dále odkládána. Společnost postupně přicházela o schopnost splácet dluhy. Valná hromada společnosti v roce 1862 se proto rozhodla pro transformaci na akciovou společnost a Vojtěch Lanna starší, kterému byl přičítán největší podíl viny za zadlužení společnosti, byl vytlačen z jejího řízení.

### Závěr života

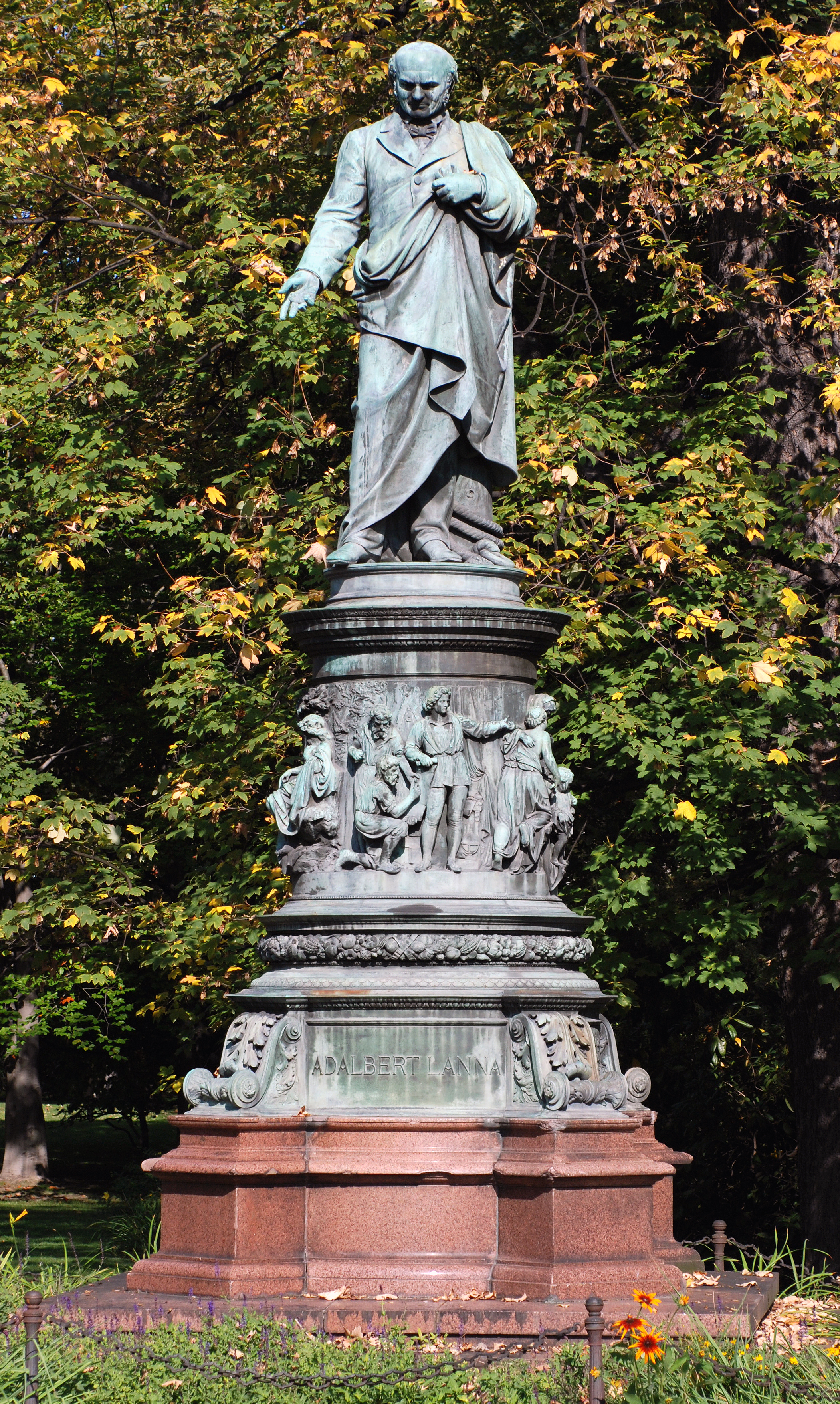
Pomník Vojtěcha Lanny staršího v parku na křižovatce ulic Na Sadech a Lannova v Českých Budějovicích

Zdravotní stav Vojtěcha Lanny staršího se začal zhoršovat, přesto se dál věnoval podnikání. Lannova rodinná firma se podílela spolu s bratry Kleinovými na stavbě železnice mezi Libercem a Pardubicemi a spolu s Janem Schebkem na železnici mezi Turnovem a Kralupy nad Vltavou. Vojtěch Lanna starší zemřel v lednu roku 1866 v 60 letech náhle na srdeční slabost. Jeho syn a nástupce Vojtěch Lanna mladší nechal jeho ostatky přenést sedm let po jeho smrti do nově vybudované rodinné hrobky na pražských Olšanských hřbitovech, kterou Lannové sdílí s rodinou Schebků. Novobyzantskou stavbu navrhl architekt Antonín Barvitius, na její výzdobě se podílel mimo jiných také sochař Josef Václav Myslbek. Jedná se o největší hrobku v areálu Olšanských hřbitovů.
V rodných Českých Budějovicích byl Vojtěchu Lannovi staršímu vystavěn pomník završený jeho sochou v životní velikosti, který se dočkal slavnostního odhalení třináct let po jeho smrti v roce 1879.

## Lannův kříž
Druhého července 1824 se tehdy devatenáctiletý Vojtěch Lanna starší plavil na šífu naloženém kupeckým zbožím k vltavskému jezu na Horním Lipovsku. V pravotočivém zákrutu řeky byla propust v jezu nebezpečně založena po pravé straně. Plavec Jan Vodrážka z Purkarce nezvládl řízení, loď se rozlomila a budoucí podnikatel se začal topit. Zachránil jej až pohotový mládek Jan Mrzena.
Na paměť této události nechal Lanna na mramorovém podstavci s popisem události vztyčit litinový kříž. Nápis na něm zněl: „Zum dankbaren Andenken an die Rettung aus den Wasserfluthen bei dem am 2. Juli 1824 hier vorgefallenen Schiffsbruche. Der Vorsicht Gottes ewig weises Walten, Ergründet nie der Mensch in seinem Wahn, Was sich durch Zufall scheinet zu gestalaten, Ist ein Ohngefaehr - ist ewiger Plan.“ V překladu: „Na vděčnou vzpomínku záchrany z jezu při ztroskotání lodi 2. července roku 1824. Opatrnost Boží věčně ukazuje svoji vládu, neovlivňuje člověka v jeho rozhodnutích, co se náhodou přihodí je díky Bohu bezpečné, to je věčný plán.“
Kvůli erozi břehu byl kříž v roce 1852 přenesen do Týna nad Vltavou a umístěn na dům č. 13 v Horním Brašově. Na Lipovsku umístili kříž nový, který v současnosti stojí na skále nad řekou.